# Аліса Онг
Аліса Онг (бірм. အဲလစ်အုန်း, кит.: 翁如意; при народженні Чо Чо нар. 8 серпня 1994) — бірманська акторка, учасниця конкурсів краси та модель китайсько-шанського походження. Найвідоміша за провідними ролями у фільмі Dimensions (2018), які підштовхнули її до слави в М'янмі.

## Раннє життя та освіта
Народилася 8 серпня 1994 року в Таунджи, штаті Шан, М'янма. Вона має шансько-китайські корені. Її батько був китайцем з Гуандуну, прибережної провінції Південно-Східного Китаю, а її мати була шансько-китайського походження, зі штату Шан. Вона має двох молодших братів та молодшу сестру. Закінчила з дипломом "HND" в Університеті короліви Вікторії у 2015 році та з відзнакою отримала ступінь бакалавра в Університеті Вулвергемптона у 2018 році. Переїхала в Янгон з Таунджи з матір'ю після розлучення батьків.

## Моделінг

### Моделінг та локальні конкурси
Аліса Онг почала модельну діяльність в 2013 році, а також з'явилася на обкладинках журналів. Вона брала участь у багатьох місцевих конкурсах краси, виграла титули Міс Суко 2014 року, Міс Шве Кан Тхарьяр і Міс PH Care, конкурс на бренд і була призначена амбасадоркою бренду.

### Міс Азія М'янма 2015
Онг змагалася на конкурсі "Міс Азія М'янма 2015", який відбувся 14 листопада 2015 року на пляжі Нвесаун, Патейн. Наприкінці заходу її обрали представляти М'янму в конкурсі Міс Азія 2015. Після попереднього змагання у конкурсі "Міс Азія М'янма 2015", людина, яка впізнала її з "Міс Азії М'янми", отримала багато прохань зняти рекламу.

## Акторська кар'єра

### 2016–2017: Дебют у кіно
Після змагань у конкурсі "Міс Азія М'янма 2015" Аліса Онг стала акторкою. Дебютувала в кіно з головною роллю у бірманському фільмі "Bella and Me", поряд з Хар Ра в 2016 році. Цей фільм режисера Мей Барані був випущений у травні 2017 року.

### 2017–н.ч.: Великий екран
Аліса Онг виконала першу головну роль на великому екрані у бойовику «Dimensions» разом з Хар Ра, режисером якого був Ньян Хтін, прем'єра відбулася в кінотеатрах М'янми 9 лютого 2018 року, а також в Сінгапурі. Фільм був вітчизняним хітом в М'янмі і привів до збільшення визнання Аліси Онг.

## Амбасадорка бренду
Аліса Онг була призначена амбасадоркою бренду для каналів Canal+ М’янма та Cha Tate та Pu Tu Tue у 2017 році. Вона також була бренд-моделлю для смартфону Vivo у 2018 році.

## Фільмографія

### Фільми (фільми на великому екрані)
| Рік  | Назва          | Бірманська назва | Роль     | Нотатки      |
| ---- | -------------- | ---------------- | -------- | ------------ |
| 2018 | Dimensions     | မျက်နှာပြင်များ           | Акарі    | Головна роль |
| 2019 | Wind Up Dancer | လေဆန်ကကြိုး            | Сін Тіяр | Головна роль |

### Фільми
| Рік  | Назва        | Бірманська назва | Роль  | Нотатки      |
| ---- | ------------ | ---------------- | ----- | ------------ |
| 2017 | Bella and Me | ဘယ်လာနှင့်ကျွန်တော်         | Белла | Головна роль |